# نانسي بيرد تورنر
نانسي بيرد تورنر (بالإنجليزية: Nancy Byrd Turner)‏ هي كاتِبة وشاعرة أمريكية، ولدت في 29 يوليو 1880، وتوفيت في 5 سبتمبر 1971.

## وصلات خارجية
- نانسي بيرد تورنر على موقع ميوزك برينز (الإنجليزية)
- نانسي بيرد تورنر على موقع ديسكوغز (الإنجليزية)